# Line Bilenberg
Line Bilenberg (født 4. maj 1973) er en dansk journalist og tidligere studievært. 
Bilenberg har arbejdet som studievært på TvDanmark, som radiovært på The Voice og POP FM, som PR-chef for SF Film og senest som chefredaktør for modemagasinet Bazar. Siden 2009 har hun været studievært på Canal 9 ved transmissioner fra Premier League og Superligaen. Hun blev nomineret som årets nye tv-vært i 2009.
Siden 2013 har været ejer af Bilenberg PR og arbejder som pressestrateg og publicist.